# Калата (Луковица)
Калата (на македонска литературна норма: Калата) е крепост, съществувала през Античността и Средновековието, разположена край царевоселското село Луковица, Северна Македония.

## Местоположение
Местността Калата е южният край на дълъг и тесен хълм над устието на Каменица в Брегалница на 3 km югозападно от Луковица. Висок е 70 m (520 m н. в.) и реките естествено я защитават от три страни. Намира се на 3 км югозападно от Луковица. В южното подножие на Калата е минавал старият път покрай Брегалница. Днешният път Щип - Делчево е прехвърлен на другия бряг на Каменица след изграждането на язовира Калиманско езеро, в което днес Калата се издига на тесен полуостров или остров.

## Античност
Крепостта е изградена в римско време като кастел, защитаващ железните и оловно-сребърни рудници около Мощица и Саса по горното течение на Каменица. Открита е късноримска керамика, дребни бронзови изделия и монети от средата на III до късния IV век.

## Средновековие
Ранно средновековие
В ранновизантийската епоха - V - VI век, около крепостта е издигната нова стена, опираща се на останките на римската. Пред северния край (челото) е изграден отбранителен ров, а пред него предзид, който продължава през склона на изток надолу до Брегалница и огражда предградието. Предградието се разширява на югоизточната тераса, обхваната от реката. На около 1 km северно се намират руините на малка крепост - стражева крепост, която контролирала основния и лесен достъп до Калата. Цялата укрепена площ е с размери 5,3 ha.
На четири места са разкрити гробища със стари църкви от V - VI век: пред челото на крепостта Калата; на левия бряг на Брегалница в местността Лъка; на склона в южното подножие на Калата; и базиликата в местността Бегов дъб на десния бряг на Брегалница, на 0,5 km надолу по течението от устието на Каменица. В северния дял на Калата в местността Керамидница също има голяма базилика. Базиликата в Бегов дъб е разкопана в 1969 година и по откритата богата каменна пластика е датирана в VI век. По-малката Керамиднишка базилика в югоизточния дял на подградието има същата датировка. Другите две църкви са на падините на Брегалница западно от Калата, от двете страни на реката.
Поради броя на църквите и големината на укреплението Иван Микулчич смята, че става въпрос за епископско седалище, което той идентифицира с Хармония, споменат в V - VI век.
Късно средновековие
В Горния град се намират парчета от средновековна керамика и црепни и са открити многобройни дребни железни предмети от тази епоха: върхове на стрели със средновековни форми, ножове, инструменти, битови окови; многобройни монети: български и латински имитации на Мануил I Комнин от XIII век, Иван Асен II, Теодор I Ласкарис.
От зрялото средновековие са и части на стената без мазилка, опрени по-старите части, но също така и измазани части. На терасата Бегов дъб край базиликата от VI век са разкрити старославянски гробове с богати дарове от IX - X век, които бележат началото на живота в славянския град. Обновените рудници на север са икономическата основа на това селище, а неговото положение по пътя на Брегалница му придава стратегическо значение за комуникацията от долината на Струма до Брегалница и Повардарието.
В грамотата на Василий II Българоубиец от 1019 година в рамките на Морозвиздката епископия е спомената енория Луковица заедно с Козяк, Славище, Злетово, Пиянец, Малешево и самият Морозвизд. Така Източното Осогово се покрива от Луковица. Томо Томоски смята, че тази Луковица трябва да се търси в долината на Крива Лакавица със седалище в Конче, но според Иван Микулчич тази област е отдалечена от Морозвизд и е била подчинана на Струмишката епископия.